# Christian Herter
Christian Archibald Herter, né le 28 mars 1895 à Paris et mort le 30 décembre 1966 à Washington, D.C., est un homme politique américain.

## Biographie

### Famille
Il est le fils de parents expatriés à Paris. Son père, Albert Herter, est artiste peintre, fils d'un décorateur d'intérieur et créateur de mobilier des années 1860-90. Sa mère, Adele McGinnis, est fille d'un banquier américain. Il étudie à l'École alsacienne (1901-1904) avant de déménager à New York.

### Carrière politique
Membre du Parti républicain, il est représentant du Massachusetts entre 1943 et 1953, gouverneur du Massachusetts entre 1953 et 1957, sous-secrétaire d'État entre 1957 et 1959 puis secrétaire d'État des États-Unis entre 1959 et 1961 dans l'administration du président Dwight D. Eisenhower, et représentant américain au commerce entre 1962 et 1966.
En tant que secrétaire d'État de Dwight D. Eisenhower, il signa le traité de coopération mutuelle et de sécurité entre les États-Unis et le Japon en 1960.